# بنيامين كاراموكو
بنيامين كاراموكو (بالفرنسية: Benjamin Karamoko) (17 مايو 1995 بمالي - ) هو لاعب كرة قدم فرنسي في مركز الدفاع. لعب مع نادي سانت إتيان.

## وصلات خارجية
- بنيامين كاراموكو على موقع اتحاد النرويج (النرويجية)
- بنيامين كاراموكو على موقع قاعدة بيانات كرة القدم.إي يو (الإنجليزية)
- بنيامين كاراموكو على موقع Soccerway.com (الإنجليزية)